# Малые народы Приамурья
Коренные народы Приамурья — нанайцы, маньчжуры, ульчи, негидальцы, нивхи, эвенки, а также орочи и удэгейцы, живущие преимущественно в Амурской области, Хабаровском крае, Приморье и на побережье Татарского пролива.
Природа была неотделимой частью жизни этих народов. Река и тайга не только давали им пищу, одежду, но и предметы быта. Большую роль в жизни населения играла обработка природных материалов как растительного, так и животного происхождения. Ежегодно в определенные сроки производилась заготовка природных материалов, необходимых в хозяйстве: коры деревьев, которая шла на покрытие летних жилищ, шкур, кож, мехов для шитья одежды, обуви, головных уборов.
Народы Приамурья жили оседло, но в их расселении не было резких границ. Много нанайских, ульчийских, нигедальских, эвенкийских семей жило на Амуре в нивхских селениях, нивхи — в ульчских и так далее. Заключалось много смешанных в этническом отношении браков.
Взаимосвязь и влияние народов друг на друга способствовали некоторой унификации элементов их культуры. Пример тому — техники изготовления предметов быта, её орнаментации. Особенно тесными были связи между народами, жившими по течению самого Амура: между нанайцами, ульчами, нивхами, эвенками.

## Орнамент в костюме народов Приамурья
- Местный криволинейный. Геометрические мотивы, а также мотивы, изображающие животных, птиц, рыб, производные от них формы. Отдельные мотивы: простые или S-видные спирали, меандр. Орнамент называют тунгусским или амуросахалинским.
- Геометрический орнамент состоит из светлых и темных квадратиков, ромбов и прямоугольников (северосибирский).
- Среднесибирский или эвенкийский. Мотивы: простые дуги или дуги с трефовидными или ромбовидными фигурами на месте соединения кривых, поясков из ромбиков, стороны которых слегка выгнуты, восьмёркообразные фигуры (тунгусский компонент).
- Древнейший, Восточно-азиатский тип — стилизованные облачные узоры, знак в виде китайской монеты, знак шоу, вошедшие в орнамент изображения дракона, летучей мыши.
- Циркульные узоры из мелких кружков, концентрических кружков, кружков с точкой в центре, а также мелкие розетки между узорами спирально-ленточного орнамента (североазиатский тип).
- Мотивы, подражающие русской и украинской вышивке с цветочным узором.